# Ischigualastia
Ischigualastia era um dicinodonte (um grupo de sinapsídeos) que viveu durante o Carniano no Triássico superior. Foi um grande herbívoro quadrúpede encontrado em Ischigualasto, na Argentina. Este terápsido não-mamífero apresentava 2 metros de comprimento e se alimentava de vegetais, que eram rasgados pelo seu bico córneo.